# بطولة أمريكا المفتوحة للشطرنج
بطولة أمريكا المفتوحة للشطرنج هي بطولة وطنية أمريكية للعبة الشطرنج تُقام سنوياً منذ 1900. وتنظم البطولة برعاية إتحاد الولايات المتحدة للشطرنج منذ عام 1939. في النسخ الأولى من البطولة كان عدد المشاركين قليل وبالتالي كان النظام المستخدم هو دورة روبن ومع ازدياد أعداد اللاعبين صار النظام السويسري يُستخدم ابتداءً من 1947. كان عدد اللاعبين المشاركين في البطولة عام 1953 181 لاعب، وفي عام 1961 198 لاعب، ثم وصل العدد في عام 2006 إلى أكثر من 500 لاعب.